# Proxibus
Proxibus is een netwerk van lokale (buurt)busdiensten in de landen België (Wallonië), Frankrijk, Luxemburg en Zwitserland. De naam Proxibus is afgeleid van Proximeté bus, wat gezien kan worden als lokale buurtbus. De financiering van de lijnen gebeurt vooral door lokale overheden. De lijnen zijn vooral gericht op onder andere diensten naar winkels, markten, ziekenhuizen, stations en scholen. Doordat de lijnen een specifieke doelgroep hebben verschillen de routes van de lijnen soms nogal per dag en soms zelfs per week of per dagdeel. In Frankrijk en Zwitserland zijn de Proxibuslijnen vooral gericht om mindervalide mensen op aanvraag te vervoeren.

## België
In Wallonië bestaan al lange tijd lokale busdiensten. In eerste instantie werden deze diensten verzorgd door TEC. In 2008 werd een project gestart om lokale buurtbusdiensten aan de gemeenten over te dragen en (nieuwe) lijnen te creëren die voornamelijk gericht waren op bepaalde doelgroepen en op de verbetering van de mobiliteit in steden en op het platteland. Op 23 juni 2008 was de Proxibus van Rebecq de eerste buslijn die met dit project van start ging, waarna er later meer voormalige lokale buslijnen volgden. In dit project stelt de TEC de bussen beschikbaar aan de betreffende gemeente terwijl de gemeente zorgt voor chauffeurs en onderhoud. De dienstregeling wordt samen met TEC en de gemeente opgesteld en moet voldoen aan de plaatselijke behoeftes. Vanwege deze behoeften en dit systeem kan het netwerk van de lijnen soms per dag en zelfs per dagdeel verschillen. Ook kunnen de tijden soms per dag en per week verschillen. Dit is met name het geval bij de Proxibuslijnen in de provincie Luxemburg.

### Netwerk
Hieronder een overzicht van de lijnen die onder het Proxibusnetwerk vallen. Let wel op dat het netwerk nog kan afwijken per dag en zelfs per dagdeel.

#### Charleroi
In de omgeving van Charleroi rijden enkele Proxibuslijnen. Deze worden bediend door entiteit Charleroi en dragen net zoals de rest van de proxibuslijnen in Henegouwen, geen lijnnummer, maar letters.
| Lijn | Omgeving         | Benaming                             | Traject | Bedieningsdag(en)          | Opmerking |
| ---- | ---------------- | ------------------------------------ | --- | -------------------------- | --- |
| LBV  | Les Bons Villers | Circuit Les-Bons-Villers (Bonvi'Bus) | Gosselies - Fleurus - Wayaux - Mellet - Villers-Perwin - Frasnes-lez-Gosselies - Rèves - Luttre - Pont-à-Celles                                                                    | Maandag tot en met vrijdag | Rijdt niet door alle ritten steeds door bovengenoemde dorpen heen, slaat ook weleens dorpen over of rijdt de route anders. Lijn wordt ook wel Bonvi'Bus genoemd. |
| RBUS | Froidchapelle    | Froidchapelle - Walcourt             | Chimay - Virelles - Froidchapelle - Fourbechies - Vergnies - Erpion - Boussu-lez-Walcourt - Silenrieux - Walcourt - Boussu-lez-Walcourt - Erpion - Vergnies - Barbençon - Beaumont | Maandag tot en met vrijdag | |

#### Henegouwen
In Henegouwen (met uitzondering van het gebied dat onder entiteit Charleroi valt) dragen de lijnen, lijnnummers die gelijk zijn aan de gemeente waarin ze rijden. Lijn BLB staat bijvoorbeeld voor Bus Local de Bernissart.
| Lijn | Omgeving   | Benaming                                      | Traject | Bedieningsdag(en)          | Opmerking                                                                   |
| ---- | ---------- | --------------------------------------------- | --- | -------------------------- | --------------------------------------------------------------------------- |
| BLB  | Bernissart | Proxibus Bernissart (Bus Local de Bernissart) | Pommerœul - Harchies - Bernissart - Blaton - Quevaucamps | Maandag tot en met vrijdag | Rijdt de route op de terugweg andersom                                      |
| BLC  | Komen      | Proxibus Comines (Bus Local de Comines)       | Waasten - Ploegsteert - Le Bizet - Waasten - Ploegsteert - Neerwasten - Komen - Ten Brielen - Houthem                                                                       | Maandag tot en met vrijdag | Rijdt de route op de terugweg andersom                                      |
| BLCH | Chièvres   | Proxibus Chièvres (Bus Local de Chièvres)     | Grosage - Ladeuze - Huissignies - Tongre-Notre-Dame - Tongre-Saint-Martin - Chièvres                                                                                        | Maandag tot en met vrijdag | Rijdt de route op de terugweg andersom                                      |
| BLQ  | Quévy      | Proxibus Quévy (Bus Local de Quévy)           | Aulnois - Blaregnies - Quévy-le-Petit - Quévy-le-Grand - Gœgnies-Chaussée - Gognies-Chaussée - Gœgnies-Chaussée - Havay - Givry - Asquillies - Bougnies - Genly - Frameries | Maandag tot en met vrijdag | Rijdt de route op de terugweg andersom Bus gaat de grens met Frankrijk over |

#### Luik-Verviers
| Lijn | Omgeving | Benaming              | Traject | Bedieningsdag(en)          | Opmerking                                       |
| ---- | -------- | --------------------- | --- | -------------------------- | ----------------------------------------------- |
| 104  | Juprelle | Bus local de Juprelle | Tongeren - Nudorp - Paifve - Villers-Saint-Siméon - Juprelle - Lantin - Voroux-lez-Liers - Liers - Fexhe-Slins - Slins | Maandag tot en met vrijdag | Enige Proxibuslijn die over de taalgrens gaat   |
| 111  | Seraing  | Proxibus de Seraing   | Jemeppe-sur-Meuse - Montegnée - Jemeppe-sur-Meuse                                                                      | Maandag tot en met vrijdag | Wordt ook weleens Bus local de Seraing genoemd. |
| 111  | Seraing  | Proxibus de Seraing   | Jemeppe-sur-Meuse - Seraing - Ougrée                                                                                   | Maandag tot en met vrijdag |                                                 |
| 111  | Seraing  | Proxibus de Seraing   | Seraing - Boncelles | Maandag tot en met vrijdag |                                                 |
| 111  | Seraing  | Proxibus de Seraing   | Jemeppe-sur-Meuse - Montegnée - Jemeppe-sur-Meuse                                                                      | Maandag tot en met vrijdag |                                                 |

#### Namen - Luxemburg
| Lijn | Omgeving            | Benaming                                                  | Traject | Bedieningsdag(en)                                       | Opmerking |
| ---- | ------------------- | --------------------------------------------------------- | --- | ------------------------------------------------------- | --- |
| 11B  | La Roche-en-Ardenne | Circuit de Beausaint                                      | La Roche-en-Ardenne - Mierchamps - Vecmont - Ronchampay - Beausaint - La Roche-en-Ardenne                                                                      | Dinsdag                                                 | |
| 11B  | La Roche-en-Ardenne | Circuit de Samrée                                         | La Roche-en-Ardenne - Dochamps - Samrée - Bérismenil - Borzée - Maboge - La Roche-en-Ardenne                                                                   | Maandag                                                 | |
| 11B  | La Roche-en-Ardenne | Circuit de Halleux                                        | La Roche-en-Ardenne - Dochamps - Ronchampay - Ronchamps - Halleux - Petit-Halleux - Vecpré - La Roche-en-Ardenne                                               | Vrijdag                                                 | |
| 11B  | La Roche-en-Ardenne | Circuit de Hives                                          | La Roche-en-Ardenne - Hives - Lavaux - Buisson - Thimont - Roupage - La Roche-en-Ardenne                                                                       | Vrijdag                                                 | |
| 11B  | La Roche-en-Ardenne | Circuit de Baraque Fraiture - Bastogne                    | La Roche-en-Ardenne - Baraque de Fraiture - La Roche-en-Ardenne                                                                                                | Donderdag in even weken                                 | Circuit heeft 3 routes                                                                                       |
| 11B  | La Roche-en-Ardenne | Circuit de Baraque Fraiture - Bastogne                    | La Roche-en-Ardenne - Bastenaken | Donderdag in even weken                                 | Circuit heeft 3 routes                                                                                       |
| 11B  | La Roche-en-Ardenne | Circuit de Baraque Fraiture - Bastogne                    | Bastenaken - Baraque de Fraiture - La Roche-en-Ardenne | Donderdag in even weken                                 | Circuit heeft 3 routes                                                                                       |
| 11B  | La Roche-en-Ardenne | Circuit de Champlon - Marche-en-Famenne                   | La Roche-en-Ardenne - Champlon - La Roche-en-Ardenne | Donderdag in oneven weken                               | Circuit heeft 3 routes                                                                                       |
| 11B  | La Roche-en-Ardenne | Circuit de Champlon - Marche-en-Famenne                   | La Roche-en-Ardenne - Marche-en-Famenne | Donderdag in oneven weken                               | Circuit heeft 3 routes                                                                                       |
| 11B  | La Roche-en-Ardenne | Circuit de Champlon - Marche-en-Famenne                   | Marche-en-Famenne - La Roche-en-Ardenne | Donderdag in oneven weken                               | Circuit heeft 3 routes                                                                                       |
| 11B  | La Roche-en-Ardenne | Circuit de Borzée                                         | La Roche-en-Ardenne - Borzée - La Roche-en-Ardenne | Donderdag                                               | |
| 11C  | Manhay              | Circuit de Odeigne - Malempré                             | Manhay - Odeigne - Malempré - Xhout-si-Plout - Vaux-Chavanne - Manhay                                                                                          | Maandag, donderdag en vrijdag                           | Rijdt de route op de terugweg andersom                                                                       |
| 11C  | Manhay              | Circuit de Harre                                          | Manhay - Champ de Harre - Harre - Fays - Roche-à-Frêne - Deux-Rys - Harre - Chêne-al-Pierre - Manhay                                                           | Maandag, donderdag en vrijdag                           | Rijdt de route op de terugweg andersom                                                                       |
| 11C  | Manhay              | Circuit de Dochamps                                       | Manhay - Dochamps - Lamorménil - Freyeneux - Oster - La Fosse - Grandmenil - Manhay                                                                            | Maandag, donderdag en vrijdag                           | Rijdt de route op de terugweg andersom                                                                       |
| 11D  | Nassogne            | Circuit de Marche-en-Famenne                              | Nassogne - Masbourg - Lesterny - Forrières - Ambly - Nassogne - Grune - Marloie - Marche-en-Famenne - Aye - Marche-en-Famenne                                  | Maandag, dinsdag en vrijdag (een rit alleen op dinsdag) | Heenweg |
| 11D  | Nassogne            | Circuit de Marche-en-Famenne                              | Marche-en-Famenne - Aye - Marche-en-Famenne - Marloie - Bande - Grune - Nassogne - Masbourg - Lesterny - Forrières - Ambly - Nassogne                          | Maandag, dinsdag en vrijdag (een rit alleen op dinsdag) | Terugweg |
| 11D  | Nassogne            | Circuit de Rochefort                                      | Nassogne - Grune - Bande - Charneux - Harsin - Jemelle - Rochefort                                                                                             | Dinsdag                                                 | Heenweg traject 1 Rijdt door naar Masbourg voor traject 2                                                    |
| 11D  | Nassogne            | Circuit de Rochefort                                      | Masbourg - Lesterny - Forrières - Ambly - Jemelle - Rochefort                                                                                                  | Dinsdag                                                 | Heenweg traject 2 Afkomstig van Rochefort van traject 1                                                      |
| 11D  | Nassogne            | Circuit de Rochefort                                      | Rocherfort - Jemelle - Harsin - Charneux - Bande - Grune - Nassogne                                                                                            | Dinsdag                                                 | Terugweg traject 1 Rijdt door naar Rochefort voor traject 2                                                  |
| 11D  | Nassogne            | Circuit de Rochefort                                      | Rochefort - Jemelle - Ambly - Forrières - Lesterny - Masbourg - Nassogne                                                                                       | Dinsdag                                                 | Terugweg traject 2 Afkomstig van Nassogne van traject 1                                                      |
| 11D  | Nassogne            | Circuit de Nassogne                                       | Nassogne - Harsin - Charneux - Bande - Grune - Nassogne | Woensdag                                                | Heenweg traject 1                                                                                            |
| 11D  | Nassogne            | Circuit de Nassogne                                       | Nassogne - Masbourg - Lesterny - Forrières - Ambly - Jemelle - Nassogne                                                                                        | Woensdag                                                | Heenweg traject 2                                                                                            |
| 11D  | Nassogne            | Circuit de Nassogne                                       | Nassogne - Grune - Bande - Charneux - Harsin - Nassogne | Woensdag                                                | Terugweg traject 1                                                                                           |
| 11D  | Nassogne            | Circuit de Nassogne                                       | Nassogne - Jemelle - Ambly - Forrières - Lesterny - Masbourg - Nassogne                                                                                        | Woensdag                                                | Terugweg traject 2                                                                                           |
| 11D  | Nassogne            | Zaterdag nachtbus                                         | Nassogne - Masbourg - Lesterny - Forrières - Ambly - Nassogne - Harsin - Grune - Bande - Harsin                                                                | Nacht van zaterdag op zondag                            | Heenweg |
| 11D  | Nassogne            | Zaterdag nachtbus                                         | Harsin - Bande - Grune - Nassogne - Masbourg - Lesterny - Forrières - Ambly                                                                                    | Nacht van zaterdag op zondag                            | Terugweg Alleen op aanvraag wordt er gereden en/of gestopt                                                   |
| 11E  | Vielsalm            | Circuit de Grand-Halleux                                  | Vielsalm - Ennal Musée - Grand-Halleux - Petit-Halleux - Hourt - Vielsalm                                                                                      | Dinsdag en donderdag                                    | Rijdt de route op de terugweg andersom                                                                       |
| 11E  | Vielsalm            | Circuit de Goronne                                        | Vielsalm - Rencheux - Goronne - Rencheux - Vielsalm | Maandag en dinsdag                                      | Rijdt de route op de terugweg andersom (alleen in Vielsalm zelf niet)                                        |
| 11E  | Vielsalm            | Circuit de Commanster                                     | Vielsalm - Commanster - Neuville - Burtonville - Petit-Thier - Vielsalm                                                                                        | Maandag en donderdag                                    | Rijdt de route op de terugweg andersom                                                                       |
| 11E  | Vielsalm            | Circuit de Fraiture                                       | Vielsalm - Salmchâteau - Joubiéval - Hébronval - Fraiture Baraque de Fraiture - Petites-Tailles - Bihain - Ottré - Provedroux - Bêche - Salmchâteau - Vielsalm | Maandag, donderdag en vrijdag                           | Rijdt de route op de terugweg andersom Rijdt op vrijdag niet tussen Hébronval en Petit-Tailles en bij Bêche. |
| 11F  | Marche-en-Famenne   | Circuit Humain - Aye - Marche                             | Humain - Aye - Marche-en-Famenne | Maandag tot en met vrijdag                              | Rijdt de route op de terugweg andersom, alleen in Marche-en-Femme niet                                       |
| 11F  | Marche-en-Famenne   | Circuit On - Hargimont - Marloie - Marche                 | On - Hargimont - Marloie - Aye - Marche-en-Femme | Maandag tot en met vrijdag                              | Rijdt de route op de terugweg andersom, alleen in Marche-en-Femme en Aye niet                                |
| 11F  | Marche-en-Famenne   | Circuit Lignières - Grimbiémont - Roy - Hollogne - Marche | Lignières - Grimbiémont - Roy - Marche-en-Femme - Aye - Marche-en-Femme                                                                                        | Maandag tot en met vrijdag                              | Rijdt de route op de terugweg andersom, alleen in Marche-en-Femme en Aye niet                                |
| 11F  | Marche-en-Famenne   | Circuit Waha - Hologne - Champlon - Verdenne - Marche     | Waha - Hollogne - Champlon - Verdenne - Marche-en-Femme - Aye - Marche-en-Femme                                                                                | Maandag tot en met vrijdag                              | Rijdt de route op de terugweg andersom, alleen in Marche-en-Femme en Aye niet                                |
| 11G  | Daverdisse          | Circuit A école primaire                                  | Haut-Fays - Daverdisse - Porcheresse - Gembes - Haut-Fays | Maandag tot en met vrijdag                              | Rijdt de route op de terugweg andersom                                                                       |
| 11G  | Daverdisse          | Circuit B École Gedinne                                   | Haut-Fays - Gedinne - Haut-Fays - Gembes - Porcheresse - Graide - Bièvre - Houdremont - Louette-Saint-Denis - Louette-Saint-Pierre - Gedinne - Haut-Fays       | Maandag tot en met vrijdag                              | |
| 11G  | Daverdisse          | Circuit de Beaurain-Givet                                 | Haut-Fays - Gembes - Porcheresse - Daverdisse - Beauraing - Givet                                                                                              | Maandag tot en met vrijdag                              | Rijdt de route op de terugweg andersom                                                                       |
| 11G  | Daverdisse          | Circuit de Wellin                                         | Haut-Fays - Gembes - Porcheresse - Daverdisse - Wellin | Maandag tot en met vrijdag                              | Rijdt de route op de terugweg andersom                                                                       |
| 11G  | Daverdisse          | Circuit de Bertrix                                        | Daverdisse - Porcheresse - Gembes - Haut-Fays - Bertrix | Maandag tot en met vrijdag                              | Rijdt de route op de terugweg andersom                                                                       |
| 45/3 | Vresse              | Bus local de Vresse (Bohan)                               | Vresse - Hérrisson - Vresse - Orchimont - Nafraiture - Conrad - Vresse - Laforêt - Vresse - Chairière - Membre - Bohan                                         | Maandag tot en met vrijdag                              | |
| 45/4 | Vresse              | Bus local de Vresse (Sugny)                               | Sugny - Bonne - Sugny - Pussemange - Bonne - Bagimont - Laforêt - Bohan - Membre - Vresse - Chairière - Mouzaive - Alle - Ban d'Alle - Alle                    | Maandag tot en met vrijdag                              | Bus gaat de grens met Frankrijk over                                                                         |
| 92/1 | Anhée               | Circuits des Gares                                        | Denée - Bioul - Annevoie-Rouillon - Godinne | Maandag tot en met vrijdag                              | Rijdt de route op de terugweg andersom                                                                       |
| 92/2 | Anhée               | Circuits des Gares                                        | Salet - Warnant - Haut-le-Wastia - Anhée - Yvoir - Godinne - Profondeville                                                                                     | Maandag tot en met vrijdag                              | Rijdt de route op de terugweg andersom                                                                       |
| 92/6 | Anhée               | Circuit Dinant                                            | Salet - Warnant - Haut-le-Wastia - Anhée - Dinant | Maandag tot en met vrijdag                              | Rijdt de route op de terugweg andersom                                                                       |
| 95/1 | Hastière            | Domaine les Journaux - Inzemont - Maurenne - Hastiere     | Hastière | Maandag tot en met zaterdag                             | |
| 95/2 | Hastière            | Hastiere - Blaimont - Mesnil-Saint-Blaise                 | Hastière - Blaimont - Mesnil-Saint-Blaise | Maandag tot en met zaterdag                             | Rijdt de route op de terugweg andersom                                                                       |
| 95/3 | Hastière            | Miavoye - Anthee - Ohaye - Hastiere                       | Hastière - Anthée - Onhaye - Miavoye | Zaterdag                                                | Rijdt de route op de terugweg andersom                                                                       |
| 95/4 | Hastière            | Hastiere - Miavoye                                        | Hastière - Miavoye | Zaterdag                                                | Rijdt de route op de terugweg andersom                                                                       |
| 96/1 | Gesves              | Circuit de marché Andenne                                 | Gesves - Faulx-les-Tombes - Gesves - Haut-Bois - Haltinne - Strud - Andenne - Seilles                                                                          | Vrijdag                                                 | Rijdt de route op de terugweg andersom                                                                       |
| 96/1 | Gesves              | Circuit de marchés Jambes et Namur                        | Gesves - Brionsart - Haut-Bois - Strud - Mozet | Donderdag en zaterdag                                   | Rijdt de route op de terugweg andersom                                                                       |
| 96/1 | Gesves              | Circuit Jambes Gare                                       | Gesves - Brionsart - Haut-Bois - Haltinne - Faulx-les-Tombes - Mozet - Wierde - Erpent - Jambes                                                                | Zondag                                                  | Rijdt de route op de terugweg andersom                                                                       |
| 97/1 | Profondeville       | Circuit des écoles                                        | Profondeville - Bois-de-Villers - Lesve - Arbre - Profondeville                                                                                                | Maandag tot en met vrijdag                              | Rijdt de route op de terugweg andersom                                                                       |

#### Waals-Brabant
| Lijn | Omgeving           | Benaming                    | Traject | Bedieningsdag(en)           | Opmerking |
| ---- | ------------------ | --------------------------- | --- | --------------------------- | --- |
| 200  | Rebecq             | Proxibus Rebecq             | Rebecq - Bierghes - Wisbecq - Quenast - Rebecq                                                                | Maandag tot en met vrijdag  | |
| 201  | Waterloo           | Proxibus Waterloo           | Waterloo - Chenois - Waterloo                                                                                 | Maandag tot en met zaterdag | Niet alle ritten rijden door het centrum                                                                                                  |
| 202  | Perwijs            | Proxibus Perwez             | Perwijs - Thorembais-les-Béguines - Malèves-Sainte-Marie-Wastines - Orbais - Thorembais-Saint-Trond - Perwijs | Maandag tot en met zaterdag | Sommige ritten rijden een langere route door Orbais en Thorembais-Saint-Trond Rijdt 's middags na half 4 de route andersom                |
| 203  | Eigenbrakel        | Proxibus Braine-l'Alleud    | Eigenbrakel - Lillois - Ophain - Eigenbrakel                                                                  |                             | |
| 204  | Graven             | Proxibus Grez-Doiceau       | Nethen - Pecrot - Eerken - Graven                                                                             | Maandag tot en met vrijdag  | Sommige ritten beginnen of eindigen niet bij Graven, maar bij Eerken. Rijdt 's ochtends een rit en 's middags na 12 uur de route andersom |
| 205  | Mont-Saint-Guibert | Proxibus Mont-Saint-Guibert | Mont-Saint-Guibert - Hévillers - Mont-Saint-Guibert                                                           | Maandag tot en met vrijdag  | Lijn kent 3 trajecten, maar rijdt de 3 trajecten wel op sommige tijden achter elkaar.                                                     |
| 205  | Mont-Saint-Guibert | Proxibus Mont-Saint-Guibert | Mont-Saint-Guibert - Korbeek - Mont-Saint-Guibert                                                             | Maandag tot en met vrijdag  | Lijn kent 3 trajecten, maar rijdt de 3 trajecten wel op sommige tijden achter elkaar.                                                     |
| 205  | Mont-Saint-Guibert | Proxibus Mont-Saint-Guibert | Mont-Saint-Guibert - Louvain-la-Neuve - Mont-Saint-Guibert                                                    | Maandag tot en met vrijdag  | Lijn kent 3 trajecten, maar rijdt de 3 trajecten wel op sommige tijden achter elkaar.                                                     |

#### Voormalige lijnen
| Lijn | Omgeving         | Benaming                                | Traject                                                                                                | Opmerking                    |
| ---- | ---------------- | --------------------------------------- | --- | ---------------------------- |
| 11A  | Durbuy           | Proxibus Durbuy                         | |                              |
| 91   | Hamois-Havelange | Proxibus Hamois-Havelange               | Hamois - Havelange                                                                                     |                              |
| 93/1 | Couvin           | Proxibus Couvin                         | Brûly - Chinay                                                                                         |                              |
| 93/2 | Couvin           | Proxibus Couvin                         | Petigny - Couvin - Pesche - Baileux - Chinay                                                           |                              |
| 93/4 | Couvin           | Proxibus Couvin                         | Couvin - Brûly-de-Pesche - Presgaux - Gonrieux - Pesche - Couvin                                       |                              |
| 93/5 | Couvin           | Proxibus Couvin                         | Couvin - Pesche - Gonrieux - Presgaux - Gonrieux - Dailly - Couvin                                     |                              |
| 93/6 | Couvin           | Proxibus Couvin                         | Couvin - Brûly-de-Pesche - Cul-des-Sarts - Petite-Chapelle - Brûly - Couvin                            |                              |
| 93/7 | Couvin           | Proxibus Couvin                         | Couvin - Petigny - Couvin - Brûly - Petite-Chapelle - Cul-des-Sarts - Brûly-de-Pesche - Couvin         |                              |
| 99/1 | Beauraing        | Proxibus Beauraing                      | Beauraing - Wancennes - Javingue - Sevry - Javingue - Winenne - Felenne                                |                              |
| 99/2 | Beauraing        | Proxibus Beauraing                      | Wiesme - Beauraing                                                                                     |                              |
| 99/3 | Beauraing        | Proxibus Beauraing                      | Focant - Beauraing                                                                                     |                              |
| 99/4 | Beauraing        | Proxibus Beauraing                      | Beauraing - Dion                                                                                       |                              |
| 99/5 | Beauraing        | Proxibus Beauraing                      | Vonêche - Dinant                                                                                       |                              |
| 112  | Beyne-Heusay     | Proxibus de Beyne-Heusay                | Beyne-Heusay                                                                                           |                              |
| 203  | Kasteelbrakel    | Proxibus Braine-le-Château              | Woutersbrakel - Noucelles - Wouterbrakel - Kasteelbrakel - Wouterbrakel - Kasteelbrakel - Wouterbrakel | Route verschilt per tijdstip |
| BLJ  | Jurbeke          | Proxibus Jurbise (Bus Local de Jurbise) | Jurbise                                                                                                |                              |
| ?    | Malmedy          | Proxibus Malmedy                        | |                              |

### Materieel
Voor de lijnen worden vooral midibussen en minibussen ingezet. Op enkele lijnen in Namen rijden een paar 12m bussen.
| Serie             | Type                               | Inzet / status             | Opmerking |  |
| Alle              | Alle                               | Alle                       | Alle |  |
| ----------------- | ---------------------------------- | -------------------------- | --- |  |
| 1000              | Indcar Wing Urbano                 | Reservebus                 | Voormalig 4.442 |  |
| Henegouwen        |                                    |                            | |  |
| 3901              | Mercedes-Benz Sprinter             | Buiten dienst              | Oorspronkelijk dienst op Proxibus Comines |  |
| 3902              | Iveco Daily                        | Proxibus Chièvres          | Droeg oorspronkelijk serienummer 3929, maar na de komst van Mercedes-Benz Cito bussen serie 3921-3930 werd de bus in 2003 hernummerd. |  |
| 3903              | Marcopolo Senior                   | Proxibus Bernissart        | |  |
| 3904              | Mercedes-Benz Sprinter Niederflur  | Buiten dienst              | Reed oorspronkelijk op lijn BLJ, maar nadat die lijn werd opgeheven reed de bus tijdelijk op de stadsdienst van Bergen. Na een tijdje is de bus verhuisd naar lijn BLQ. |  |
| 3904              | Mercedes-Benz Sprinter City 65     | Onbekend                   | |  |
| 3905              | VDL MidBasic                       | Proxibus Comines           | |  |
| 3906              | Indcar Wing Urbano                 | Proxibus Quévy             | |  |
| 3941              | Denolf & Depla ProCity             | Buiten dienst              | Oorspronkelijk dienst op Proxibus Quévy Werd later vervangen door een Van Hool A508 |  |
| 3951              | Van Hool A508                      | Buiten dienst              | Reed korte tijd op de Proxibus Quévy |  |
| Namen - Luxemburg |                                    |                            | |  |
| 4.230-4.233       | Indcar Wing Urbano                 | ?                          | |  |
| 4.240-4.243       | VDL MidBasic                       | ?                          | |  |
| 4.270             | Mercedes-Benz Sprinter Niederflur  | Buiten dienst              | Deed dienst op alle Proxibuslijnen in deze entiteit |  |
| 4.271             | Mercedes-Benz Sprinter Niederflur  | Buiten dienst              | Oorspronkelijk dienst op Proxibus Durbuy |  |
| 4.272             | Mercedes-Benz Sprinter Niederflur  | Buiten dienst              | Oorspronkelijk dienst op Proxibus Durbuy |  |
| 4.273             | Mercedes-Benz Sprinter Niederflur  | Buiten dienst              | Oorspronkelijk dienst op Bus local de Vresse |  |
| 4.274             | Mercedes-Benz Sprinter Niederflur  | Buiten dienst              | Oorspronkelijk dienst op Bus local de Vresse |  |
| 4.275             | Mercedes-Benz Sprinter Niederflur  | Buiten dienst              | Diende als reservebus |  |
| 4.270-4.276       | Mercedes-Benz Sprinter City 65     | Onbekend                   | |  |
| 4.280             | Mercedes-Benz Sprinter Transfer 65 | Onbekend                   | |  |
| 4.280-4.281       | LAG Atlantic                       | Buiten dienst              | Deden dienst op Bus local de Vresse |  |
| 4.290-4.293       | Mercedes-Benz O 614D               | Buiten dienst              | Deden zowel dienst op de Proxibus van Vresse en Durbuy als op de Telbus (belbus) lijnen. |  |
| 4.420             | Irisbus Midway                     | Proxibus Manhay            | |  |
| 4.430             | Indcar Wing Urbano                 | ?                          | Oorspronkelijk dienst op Proxibus Durbuy |  |
| 4.431             | Indcar Wing Urbano                 | Proxibus La Roche          | |  |
| 4.432             | Indcar Wing Urbano                 | Proxibus Anhée             | |  |
| 4.433             | Indcar Wing Urbano                 | Proxibus Nassogne          | |  |
| 4.434             | Indcar Wing Urbano                 | ?                          | Oorspronkelijk dienst op Proxibus Hamois-Havelange, daarna Proxibus Profondeville |  |
| 4.435             | Indcar Wing Urbano                 | Proxibus Gesves            | |  |
| 4.436             | Indcar Wing Urbano                 | ?                          | Oorspronkelijk dienst op Proxibus Couvin |  |
| 4.437             | Indcar Wing Urbano                 | Proxibus Vielsalm          | |  |
| 4.438             | Indcar Wing Urbano                 | ?                          | Oorspronkelijk dienst op Proxibus Beauraing |  |
| 4.439             | Indcar Wing Urbano                 | Proxibus Hastière          | |  |
| 4.440             | Indcar Wing Urbano                 | Proxibus Marche-en-Famenne | |  |
| 4.441             | Indcar Wing Urbano                 | Proxibus Daverdisse        | |  |
| 4.442             | Indcar Wing Urbano                 | Buiten dienst              | Staat nu als reservebus voor alle Waalse proxibusdiensten |  |
| 4.443             | Indcar Wing Urbano                 | Buiten dienst              | Eind 2009 afgestaan aan TEC Luik-Verviers en rijdt daar nu onder nummer 5.135 |  |
| 4.256             | Van Hool A508                      | Reservebus                 | Algemene reservebus voor de minibusjes. |  |
| 4.736             | Van Hool A600                      | Buiten dienst              | Reed oorspronkelijk op de stadsdienst van Namen, daarna o.a. in juni 2008 voor de Proxibus van Vresse. |  |
| 4.743             | Van Hool A600                      | Proxibus Vresse            | Reed oorspronkelijk op de stadsdienst van Namen, daarna o.a. van maart 2008 tot juni 2008 op de Proxibus van Vresse. |  |
| 4.807             | Jonckheere City 041                | Proxibus Vresse            | Reed oorspronkelijk op de streekdiensten |  |
| 4.883             | Jonckheere Transit                 | Proxibus Profondeville     | Reed oorspronkelijk op de streekdiensten, maar reed de laatste jaren op Proxibus Profondeville |  |
| Luik - Verviers   |                                    |                            | |  |
| 5.132             | Marcopolo Senior                   | Buiten dienst              | Oorspronkelijk Proxibus Juprelle |  |
| 5.133             | Marcopolo Senior                   | Buiten dienst              | Oorspronkelijk Proxibus Malmedy Nadat deze dienst in 2010 werd opgeheven, verhuisde de bus naar TEC Waals-Brabant waar het in dienst is onder nummer 6942. |  |
| 5.134             | Marcopolo Senior                   | Buiten dienst              | Oorspronkelijk Proxibus Searing |  |
| 5.132             | Mercedes-Benz Sprinter City 65     | Proxibus Juprelle          | |  |
| 5.133             | Mercedes-Benz Sprinter City 65     | Proxibus Searing           | |  |
| 5.135             | Indcar Wing Urbano                 | Buiten dienst              | Oorspronkelijk in dienst bij Namen - Luxemburg onder nummer 4.443 In 2009 overgegaan naar Luik - Verviers voor de Proxibus Beyne-Heusay. Dienst werd in 2013 opgeheven. Bus ging in 2014 over naar TEC Charleroi, waar het nu nummer 7050 draagt.                                             |  |
| Waals-Brabant     |                                    |                            | |  |
| 6935              | Iveco Daily                        | Buiten dienst              | Draagt het nummer 6635 op de bus Oorspronkelijke inzet Proxibus Rebecq |  |
| 6936              | Indcar Wing Urbano                 | Buiten dienst              | Oorspronkelijke inzet Proxibus Waterloo |  |
| 6937              | Indcar Wing Urbano                 | Buiten dienst              | Oorspronkelijke inzet Proxibus Perwez |  |
| 6938              | Indcar Wing Urbano                 | Buiten dienst              | Oorspronkelijke inzet Proxibus Braine-le-Château |  |
| 6939              | Indcar Wing Urbano                 | Buiten dienst              | Oorspronkelijke inzet Proxibus Mont-Saint-Guibert |  |
| 6940              | Indcar Wing Urbano                 | Buiten dienst              | Oorspronkelijke inzet Proxibus Grez-Doiceau |  |
| 6941              | Indcar Wing Urbano                 | Buiten dienst              | Voormalig SRWT 1000 |  |
| 6942              | Indcar Wing Urbano                 | Buiten dienst              | Voormalig TEC 5133 Inzet op Proxibus Rixensart |  |
| 6954 - 6963       | Heuliez GX 137                     | Verschillende lijnen       | |  |
| Charleroi         |                                    |                            | |  |
| 7050              | Indcar Wing Urbano                 | Buiten dienst              | Oorspronkelijk in dienst bij Namen - Luxemburg onder nummer 4.443 In 2009 overgegaan naar Luik - Verviers onder nummer 5.135 voor de Proxibus Beyne-Heusay. Dienst werd in 2013 opgeheven. Bus ging in 2014 over naar TEC Charleroi boor proxibus Froidchapelle. Ging eind 2018 buiten dienst |  |
| 7051              | Heuliez GX 137                     | Proxibus Froidchapelle     | Draagt bestickering met R Bus op rondom de bus. |  |
| 7090              | Marcopolo Senior                   | Buiten dienst              | Reed oorspronkelijk op Proxibus Les Bons Villers. Ging eind 2018 buiten dienst |  |
| 7091              | Heuliez GX 137                     | Reservebus                 | Kwam eind 2018 in dienst voor de proxibus Les Bons Villers. Maar voor allerlei technische problemen is hij uit normale lijndienst gehaald en gebruikt de gemeente eigen busjes. |  |
| 7097-7098         | Van Hool A508                      | Buiten dienst              | Reden afwisselend op zowel de stadsdienst van Charleroi als op de proxibus van Froidchapelle. Werden in 2014 vervangen door bus 7050 en gingen toen terug naar de stadsdienst van Charleroi.                                                                                                  |  |
| 7116              | Van Hool A508                      | Buiten dienst              | Tweedehands bus van de Franse vervoerder Broch. Reed oorspronkelijk op de stadsdienst van Charleroi, maar in 2007 ging de bus tijdelijk rijden op de bus Proxibus Les Bons Villers. Werd in 2009 vervangen door de 7090 en ging toen terug naar de stadsdienst van Charleroi.                 |  |

## Frankrijk
In Frankrijk komen Proxibuslijnen voor in verschillende steden en gemeenten, waaronder Aix-en-Provence, Brie-Comte-Robert, Chaville, Chevry-Cossigny en Hénin-Beaumont. In deze steden is de Proxibus vooral bedoeld voor mindervaliden om met de bus te kunnen gaan. Bij deze diensten moet men van tevoren reserveren.
In Lambersart is een Proxibus in dienst die vooral bedoeld is om enkele diensten van de gemeente naar mensen te brengen in plaats van de mensen naar die diensten. Hierbij is de bus uitgerust met verschillende apparatuur en wordt de bus bediend door twee speciaal opgeleide ambtenaren.

### Netwerk Aix-en-Provence
In de arrondissement Aix-en-Provence worden de Proxibuslijnen bediend door Keolis Pays d'Aix. In totaal zijn er 7 lijnen. Het netwerk werd al experiment in april 1998 opgericht en bediende toen vooral de dorpen Granettes en Celony. In december 1999 werd het netwerk, na een geslaagde proef, uitgebreid en verving enkele reguliere lijnen. Op 1 januari 2012 werd de dienst overgenomen door Keolis.
| Lijn | Traject                                           | Opmerking         |
| ---- | ------------------------------------------------- | ----------------- |
| A    | La Souque - Granettes - La Molière                |                   |
| B    | Célony - Bosque d’Antonelle - Calade - Les Figons |                   |
| C    | Grand St Jean - Pontès                            |                   |
| D    | Dauphine - Couteron - Lauves - St Donat           |                   |
| E    | Tournon - Pinchinats - St Donat                   |                   |
| F    | Chemin de Bouenhoure Haut                         | Kleine pendellijn |
| J    | St Marc Jaumegarde                                |                   |

#### Materieel
Voor de lijnen worden vooral midibussen en minibussen ingezet.
| Serie                       | Aantal | Type                       | Opmerking |
| --------------------------- | ------ | -------------------------- | --------- |
| 122001-122007 122013-122027 | 22     | Dietrich Véhicules City 21 |           |

## Luxemburg
In Luxemburg komen Proxibuslijnen voor in de gemeente Steinfort.

## Zwitserland
In Zwitserland komen Proxibuslijnen voor in Genève. In Genève worden de bussen gereden door TPG en rijden de bussen vooral tussen de plaatsen Aire-la-Ville,  Avully, Cartigny, Dardagny, Russin, Satigny en de stad Genève.
De TPG maakt gebruik van twee busjes van het type Dietrich Vehicules City 21 in de serie 451-452, voor de Proxibusdiensten.

## Trivia
- Enkele lijnen dragen niet de naam Proxibus, maar Bus Local.